# Anteliaster coscinactis
Anteliaster coscinactis är en sjöstjärneart som beskrevs av Fisher 1923. Anteliaster coscinactis ingår i släktet Anteliaster och familjen Pedicellasteridae.

## Underarter
Arten delas in i följande underarter:
- A. c. coscinactis
- A. c. megatretus